# Mostra Internacional de Ciência e Tecnologia
A Mostra Internacional de Ciência e Tecnologia (MOSTRATEC) é uma feira de ciência e tecnologia realizada anualmente pela Fundação Liberato Salzano Vieira da Cunha, na cidade de Novo Hamburgo, Rio Grande do Sul, Brasil. Considerada uma das maiores do segmento no País, a feira tem por objetivo apresentar projetos de pesquisa científica e tecnológica em diversas áreas do conhecimento humano.

## Realização
A feira é realizada anualmente no final de outubro, e desde 1994 passou a ser de caráter internacional. Destina-se à apresentação de projetos de pesquisa científica e tecnológica nas diversas áreas do conhecimento humano, desenvolvidos por alunos do ensino médio e da educação profissional de nível técnico, do Brasil e de outros países, principalmente da América Latina. 